# Enocelični organizem
Ênocélični organízem ali ênocéličar, tudi úniceluláren organízem, je organizem, ki sestoji iz samo ene celice, v nasprotju z večceličnim organizmom, ki sestoji iz več celic. Zgodovinsko so se preprosti enocelični organizmi imenovali monáde.
Enocelični so prokarionti, večina protistov in nekatere glive. Čeprav nekateri od teh organizmov živijo v kolonijah, so še vedno enocelični. Ti organizmi živijo skupaj, vse celice v koloniji pa so enake. Vsaka celica za preživetje izvaja vse življenjske procese. Nasprotno imajo celo najpreprostejši večcelični organizmi celice, ki so za preživetje odvisne druga od druge.
Nekateri organizmi, npr. Dictyostelium discoideum, so deloma eno- in večcelični. Drugi, npr. Myxogastria in Plasmodium, so lahko enocelični in večjedrni. 
‘Candidatus Magnetoglobus multicellularis’, soroden deltaproteobakterijam, je večceličen prokariont. Ni niti enoceličen niti kolonija.
Večina enoceličnih organizmov je mikroskopske velikosti in jih zato imenujemo mikroorganizmi. Nekateri enocelični protisti in bakterije pa so makroskopski in vidni s prostim očesom. Taki so npr.:
- Xenophyophorea, praživali iz debla Foraminifera (luknjičarke), so največji poznani; vrsta Syringammina fragilissima doseže premer do 20 centimetrov.[3]
- Nummulite, luknjičarke
- Valonia ventricosa, alga iz razreda Chlorophyceae, lahko doseže premer od 1 do 4 cm.[4][5]
- Acetabularia, alge
- Caulerpa, alge[6]
- Gromia sphaerica, ameba
- Thiomargarita namibiensis je največja znana bakterija; doseže velikost do 0,75 milimetrov.
- Epulopiscium fishelsoni, bakterija.